# IJl kroeskopje
Het IJl kroeskopje (Comatricha longipila) is een slijmzwam behorend tot de familie Stemonitidaceae. Hij leeft saprotroof op naaldhout.

## Kenmerken
Het capillitium met slechts zeer weinig anastomosen, met lange fijne vrije uiteinden. De sporen meten 6-7 micron in diameter.

## Verspreiding
Het ijl kroeskopje komt voor in Europa, Noord-Amerika en Australië. In Nederland komt het uiterst zeldzaam voor.